# Almagro (Buenos Aires)
Almagro es uno de los 48 barrios en que se encuentra dividida legalmente la Ciudad de Buenos Aires, Argentina. El barrio tiene una superficie de unos 4,05 km² y una población de 131 699 habitantes según el censo de 2010, lo que determina una densidad poblacional de 32 515 habitantes/km².  Forma parte, junto a Boedo, de la Comuna 5.
El barrio de Almagro está comprendido entre las arterias Río de Janeiro, Avenida Rivadavia, Avenida La Plata, Avenida Independencia, Sánchez de Loria, Sánchez de Bustamante, prolongación virtual de Sánchez de Bustamante (puente peatonal), Avenida Díaz Vélez, Gallo, Avenida Córdoba, Avenida Estado de Israel y Avenida Ángel Gallardo.
Limita con los barrios de Villa Crespo, Palermo y Recoleta al norte, Balvanera al este, San Cristóbal al sudeste, Boedo al sur, y Caballito al oeste.

## Historia

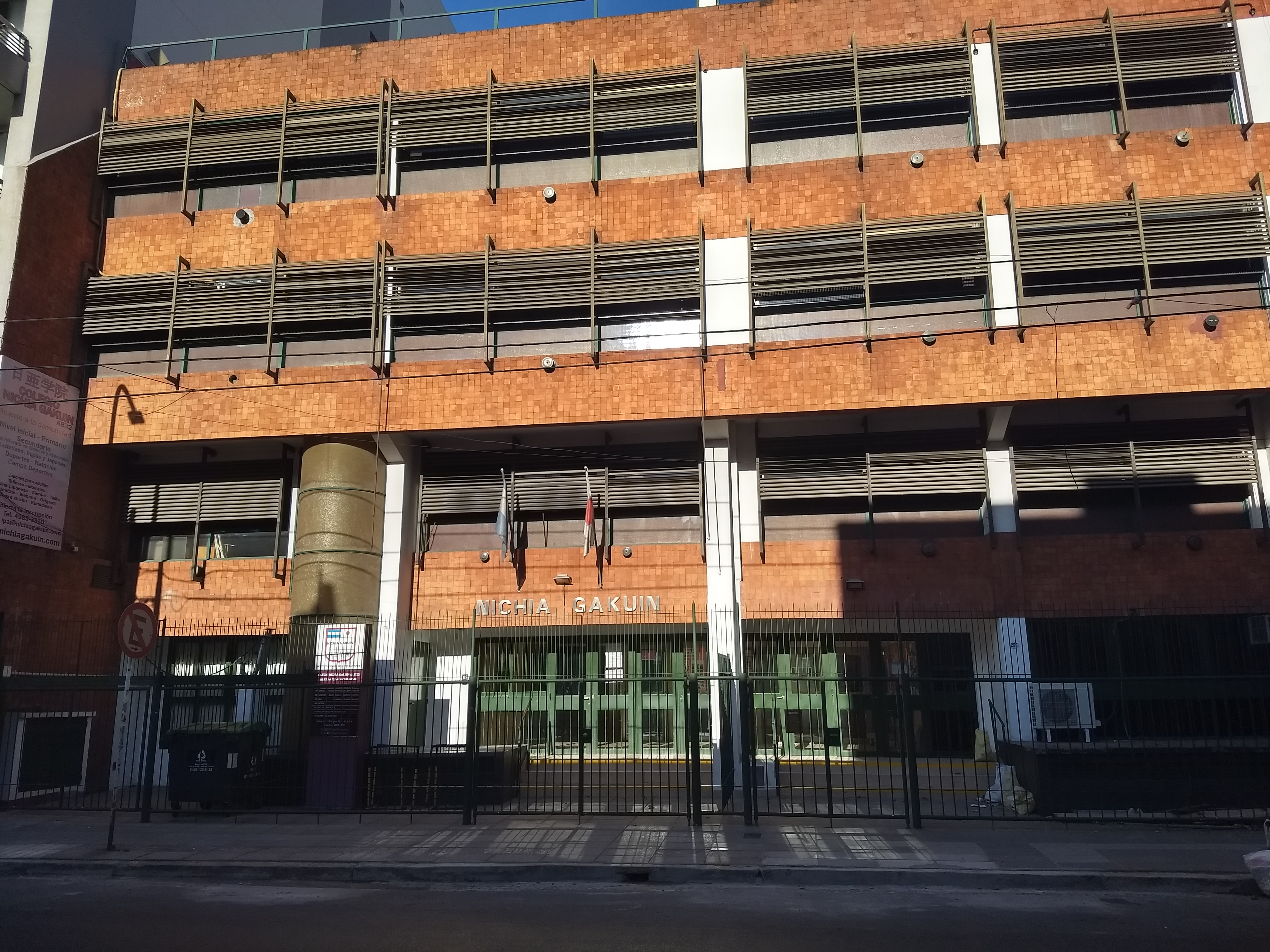
Instituto Privado Argentino-Japonés o Nichia Gakuin.

Existen discrepancias entre los diferentes historiadores sobre el origen del barrio. Mientras algunos sostienen que el barrio surgió de un loteo de tierras pertenecientes a Toribio Almagro, otros determinan que las tierras pertenecían a Juan María Almagro y de la Torre. Esta última es la versión más difundida y aceptada, y establece que compró la quinta en 1839 a Carlos Dos Santos Valente.
La zona cobró vida con la llegada del Ferrocarril del Oeste, en 1857, y con la construcción de la Estación Almagro, que funcionó hasta finales de la década de 1880. La estación estaba ubicada a la altura de la calle Francisco Acuña de Figueroa, y el edificio fue finalmente demolido en 1903.
En el barrio también funcionaron los antiguos tranvías que recorrían parte de la ciudad a finales del siglo XIX y principios del siglo XX.
- El Tramway Central tenía su terminal en la calle Rivadavia entre Agüero y Sánchez de Bustamante. Este tranvía se dirigía al Mercado 11 de Septiembre, donde actualmente se encuentra la Plaza Miserere. Esta empresa fue comprada en 1890 por la Anglo Argentina, empresa que llegaría a tener el 80 % de la red.
- El Tramway Argentino era propiedad de Mariano Billinghurst, y tenía una estación en la calle Rivadavia entre Billinghurst y Mario Bravo. Este tranvía se dirigía hacia Recoleta, y el solar fue ocupado luego por el Colegio Mariano Moreno. Esta empresa también fue comprada por la Anglo Argentina en 1876.
- El Tramway 11 de Septiembre también se dirigía al Mercado 11 de Septiembre, y tenía su estación en la calle Urquiza. Este tranvía sólo contaba con una vía, que servía para la ida y la vuelta. Pertenecía a los hermanos Méndez, y en 1873 fue comprada por la Compañía de Tramways Ciudad de Buenos Aires, y en 1905 por la Anglo Argentina.
- La Compañía de Tramways Nacionales tenía su estación en la calle Moreno, entre 24 de Noviembre y Sánchez de Loria. Fue comprada en 1878 por la Anglo Argentina.
- El 19 de julio de 1887 fue inaugurado el servicio de tranvías fúnebres. Había una estación en Avenida Corrientes y Jean Jaurés, y también en Corrientes y Avenida Medrano, que se dirigían al Cementerio de Chacarita.
- El tranvía rural también partía de Medrano y Corrientes, pertenecía a los hermanos Lacroze y se dirigía a Plaza Italia, Villa Urquiza y Saavedra.

## Educación
El Instituto Privado Argentino-Japonés o Nichia Gakuin, una escuela privada de primaria y secundaria, está ubicada en Yatay 261 y Pringles 268 (dos direcciones para el mismo edificio) en Almagro.
La Universidad Tecnológica Nacional, ubicada en la Avenida Medrano 951 y la Avenida Córdoba.

## Deportes
El barrio fue cuna del equipo San Lorenzo de Almagro, uno de los cinco grandes del fútbol argentino, que luego se trasladó al barrio Boedo. El Club Almagro, tiene sus instalaciones en la calle Medrano. Su equipo de fútbol descendió de primera división en 2005. 
También es la sede de la Federación Argentina de Boxeo, ubicado en Castro Barros 75/83, donde se instaló en 1937. El Almagro Boxing Club, ubicado en Díaz Vélez 4422, por allí pasó Luis Ángel Firpo y Antonio Pacenza, medalla de plata en los Juegos Olímpicos de 1952.

## Transporte
Almagro tiene acceso a dos líneas de subte: La Línea A por Rivadavia y la Línea B por Corrientes.
La línea de tren Sarmiento en dirección oeste cruza Almagro pero no para dentro de los límites del barrio.
Líneas de autobús importantes son la 19, 128, 160 y 168.

## Lugares de interés

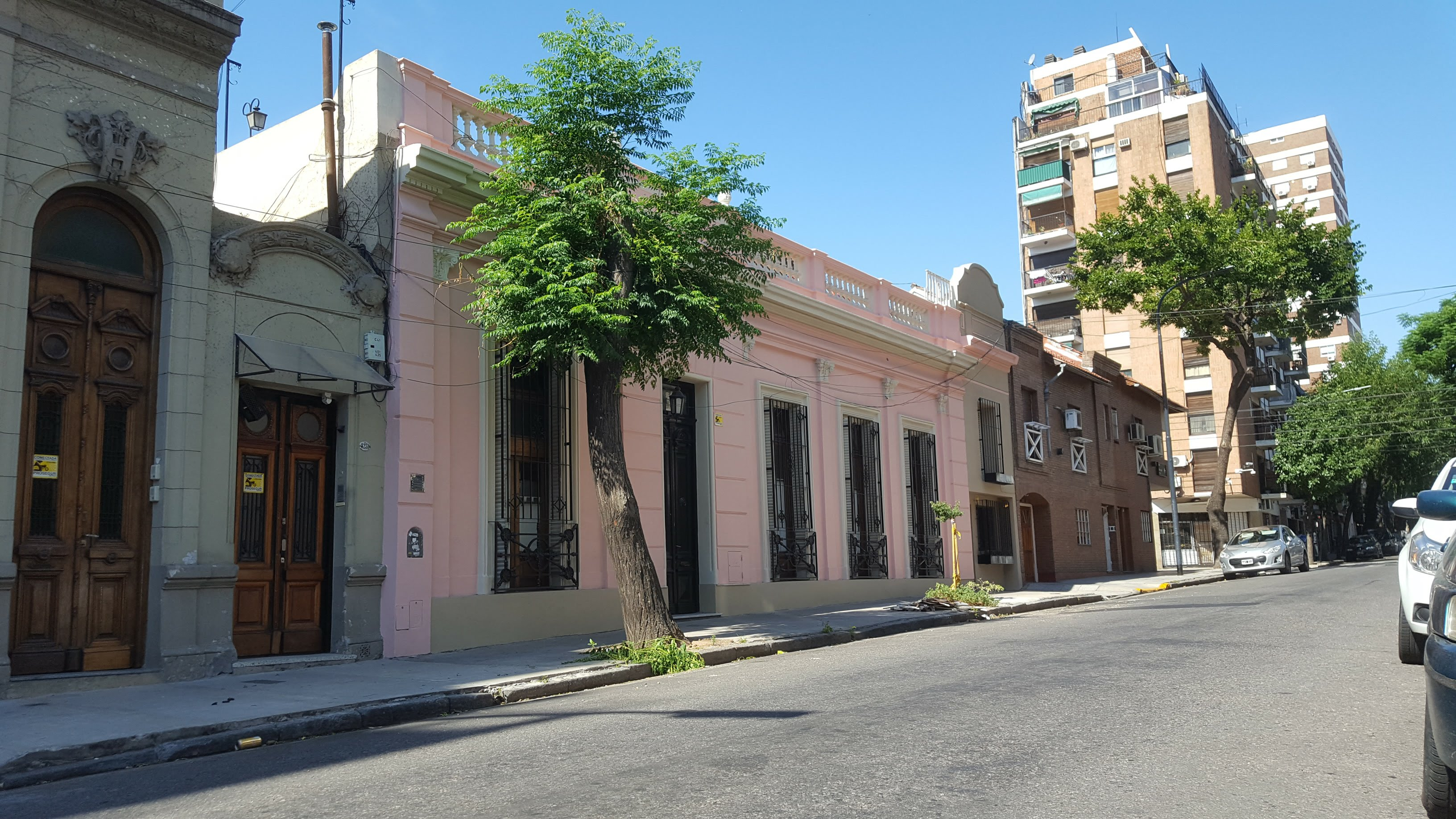
Casa chorizo en Almagro.

- Basílica de María Auxiliadora y San Carlos: Construida en 1910, esta imponente basílica salesiana es un emblema de Almagro. Por este templo pasaron figuras ilustres como Carlos Gardel y Ceferino Namuncurá, y tuvo como padrino a un presidente de la Nación, Julio A. Roca.
- Templo de Jesús Sacramentado: también en Avenida Corrientes, al 4400, del lado norte, entre las calles Pringles y Yatay, se encuentra este templo católico. Su construcción fue alentada por la Madre María Benita y la obra fue realizada por los arquitectos Merry, Raynes y Sackmann e inaugurado en mayo de 1904. El estilo exterior es neogótico formal, mientras que su interior responde al renacimiento italiano. Consta de una nave de 34 m de largo por 14 m de ancho; dos grandes capillas laterales formando crucero con el presbiterio de 14 m por 10 m y otras cuatro de menor tamaño. Su órgano, de caja de roble macizo con dos pedaleras y veinte registros, proviene de la fábrica alemana de Walter, en Lundinburg.
- Capilla San Antonio: Ubicada en la calle México casi Treinta y Tres Orientales, en este solar, el 1.º de abril de 1908, fue fundado el Club Atlético San Lorenzo de Almagro.

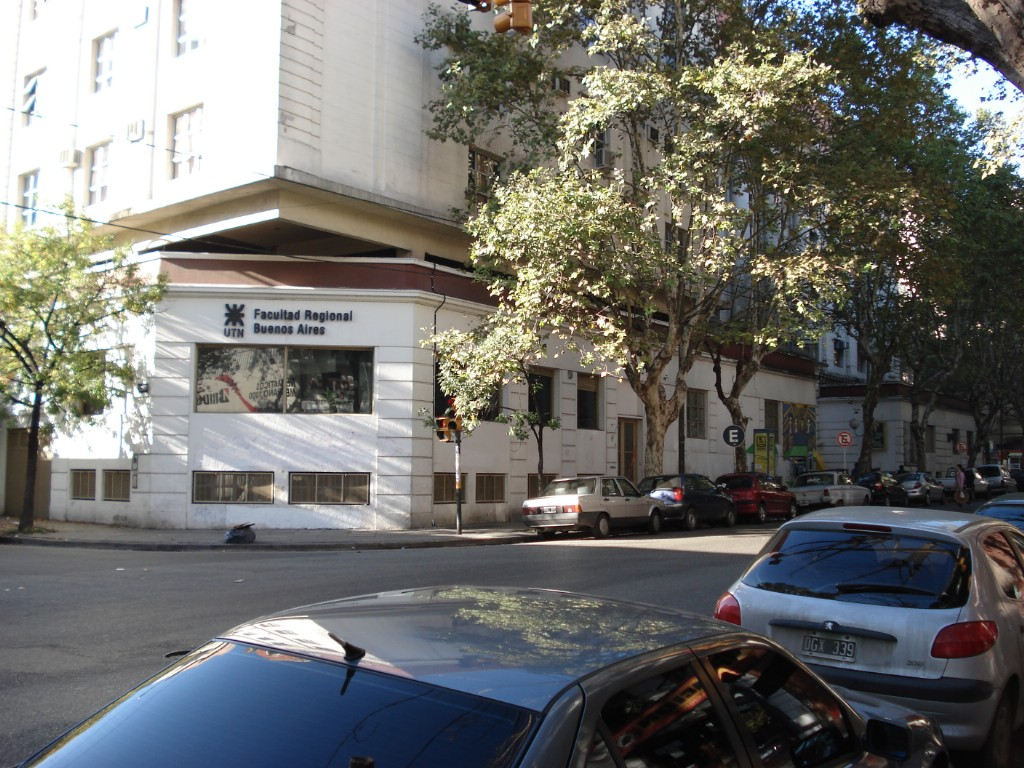
Universidad Tecnológica Nacional, Facultad Regional Buenos Aires.

- Confitería Las Violetas: situada en Av. Rivadavia y Medrano, fue inaugurada el 21 de septiembre de 1884,[5] es uno de los símbolos de Buenos Aires.
- Plaza Almagro: se encuentra en el terreno delimitado por las calles Bulnes, Jerónimo Salguero, Sarmiento y Juan Domingo Perón. Es la única plaza pública del barrio. Fue remodelada durante la gestión de Jorge Telerman. Cuenta con un popular parque infantil y una feria del libro los domingos.
- Colegio Mariano Moreno: Ubicado en Avenida Rivadavia al 3500, tiene más de 100 años de permanencia.
- Instituto Inmaculada Concepción: Colegio religioso, fundado en 1896 por la «Sierva de Dios» Madre Eufrasia Iaconis, con más de 100 años en el barrio, formando a jóvenes católicos y argentios. Ubicado en la calle Mario Bravo 563.
- Instituto Sagrado Corazón: Colegio religioso con más de 150 años en el barrio. Su sede se encuentra en Hipólito Yrigoyen 4350.
- Parroquia Santa María: templo católico con más de 75 años en el barrio. Su sede se encuentra en Avenida La Plata 286.
- Biblioteca Argentina para Ciegos: En Lezica 3909, se encuentra este refugio de la lectura que, gracias al sistema que inventara Luis Braille, permite a ciegos leer y encontrarse con los mayores conocimientos que les brindan esos medios que atesora la Biblioteca.
- Casa Salesiana Pío IX: con más de 130 años en el barrio, por esta institución salesiana cursaron clase personas de gran renombre, entre ellos Carlos Gardel, Arturo Illia y Ceferino Namuncurá.
- Iglesia Universal del Reino de Dios, ex Mercado de las Flores: al 4000 de la Avenida Corrientes, del lado sur, se encontraba el Mercado de las Flores.[6] El terreno que ocupaba, de 5000 m², fue comprado por 8 millones de dólares por la Iglesia Universal del Reino de Dios, en 2003. Esto supuso el traslado del Mercado y la posterior reutilización de su edificio, que llevaba funcionando en el barrio desde 1952.[7]
- Fundación Huésped: En las intersecciones de Gascón y Lezica, funciona la Fundación Huésped que trata y concientiza, sobre las enfermedades venéreas.
- FM La Tribu, la radio comunitaria nacida en 1989 por iniciativa de un grupo de estudiantes de la Carrera de Ciencias de la Comunicación de la UBA, que celebró sus 20 años de vida en 2009, tiene su casa y bar en calle Lambaré al 800, donde además se han realizado multitudinarias fiestas callejeras.
- IMPA La Fabrica, Querandíes 4290 Centro Cultural IMPA La Fábrica fundado el 1 de mayo del 2009, sustenta como colectivo, la independencia y autonomía de cualquier signo partidario, fomentando los valores de la cooperación y la solidaridad,  ofreciendo un espacio a los trabajadores del arte y al público.
- Bar El Banderín, fundado en noviembre de 1923.[8]

## Hospitales, clínicas y sanatorios del barrio o barrios aledaños
- Centro de Salud y Acción Comunitaria (CeSAC) N.º 23/38: Medrano 350. Área programática: Hospital Durand.
- Centro Médico Barrial (CMB) n.º 16: México 4040. Área programática: Hospital Durand.
- Hospital Italiano: Gascón 450. Fundado en 1853, es uno de los más prestigiosos del país. El primer edificio estaba ubicado en la esquina de las calles Boslivar y Caseros. En 1901 inaugura un nuevo y más grande hospital, que ocupa casi las dos manzanas comprendidas entre las calles Gascón, Perón, Pringles y Potosí.[10]
- Hospital de Oncologia «Marie Curie»: Patricias Argentinas 750 - Caballito, (Parque Centenario).
- Policlínico General Actis: Rivadavia 4283.
- Hospital de Odontología: Muñiz 15.
- Sanatorio Dupuytren: Av. Belgrano 3402.
- Clínica de la Mujer y el Niño: Av. Independencia 3444 - Boedo.
- Hospital Durand: Díaz Vélez 4954 (Caballito).
- Hospital Agudos R. Mejia: General Urquiza 600 (Balvanera).
- Instituto del Quemado: Beauchef 600 (Caballito).
- Políclinico Bancario: Gaona 2191 (Caballito).
- Sanatorio Municipal Dr. Julio Méndez (Ob.SBA): Avellaneda 551; Ocupa toda una manzana que abarca las calles Acoyte, Dr Juan Felipe Aranguren y Hidalgo (en la cual la entrada de guardia) (Caballito)
- Hospital Militar Cosme Argerich: Luis María Campos 568 (Palermo).

## Cultura
El 28 de septiembre es el Día de Almagro, marcado por celebraciones en los principales puntos del barrio.
Complejo Teatral Ítaca, aperturado en 2021 por el actor Ernesto Falcke.
La Cantina Pierino, fue declarado Sitio de Interés Histórico por la Legislatura porteña.Bar el Banderín, es un bar notable del barrio de Almagro fundado en 1929 y posee más de 500 banderas de clubes de fútbol. En principio era llamado "El Asturiano Provisiones y Fiambrería".